# Acrosanthes angustifolia
Acrosanthes angustifolia là một loài thực vật có hoa trong họ Phiên hạnh. Loài này được Eckl. & Zeyh. mô tả khoa học đầu tiên năm 1837.